# Jerzy Komar
Jerzy Komar herbu własnego – wojski wendeński w latach 1651-1664, starosta buciański w 1648 roku.
Był uczestnikiem antyszwedzkiej konfederacji powiatów: wiłkomierskiego, kowieńskiego i upickiego podczas pospolitego ruszenia w Kiejdanach 16 grudnia 1656 roku. Poseł na sejm 1662 roku z powiatu wileńskiego. 